# Si Jae Byun
Sijae Byun (Coréen : 변시재, Byun Sijae), née en France en 1983 est une artiste et enseignante d'art d'origine coréenne.
Sijae est inspirée par les chantiers d'urbanisme, la nature et l’être humain.

## Biographie
Elle suit des cours à la School of Visual Arts, à New York.
Elle a commencé son parcours artistique par la création d'installations. Depuis, son travail est principalement consacré à la peinture sur soie.
En 2012, elle travaille sur une œuvre au Arlington Arts Center, puis s'y installe comme artiste en résidence à la fin de ce projet.
Ses œuvres ont été exposées dans le Centre Culturel Coréen à Séoul , l’Ambassade de la Corée du Sud à Washington, la galerie new-yorkaise Tally Beck Contemporary et dans d’autres lieux consacrés à la culture. En 2013, son œuvre « Wind # 7 in Jungle » a gagné le prix The Phillips « Emerging Artist Prize » et a trouvé sa place dans la collection permanente de ce célèbre musée. L'artiste est représentée par la Galerie Oneiro (France) et la Galerie Tally Beck Contemporary (États-Unis).

## Récompenses
- 2014: Bethesda painting award finalist / Bethesda urban partnership (Maryland)[8]
- 2013:
- The Phillips collection Emerging Artist Prize (U.S. Washington D.C)[9]
- Strictly painting 9 Award Winner/Mclean Project for the arts (U.S. Virginia)
- 2011:
- Gyeonggi Culture Foundation Grant (Corée du Sud, Seoul)
- Paradise culture Foundation Grant (Corée du Sud, Seoul)

- 2009: SOMA drawing center Archive 4th artist (Corée du Sud, Seoul)
- 2008: b. j. spoke gallery /winner prize (U.S. New York)
- 2007: AAUW/winner prize (U.S. New York)

### Sources
- (en) Mark Jenkins, « D.C. gallery shows at Jane Haslem, Brentwood, Connersmith, Carroll Square », sur Washington Post, 10 août 2013 - Article du Washington Post dont un passage sur Si Jae Byun
- (en) « WPA Artist Wins Phillips Collection's Emerging Artist Prize at 2013 (e)merge art fair », sur wmadc, 9 octobre 2013 — Article du Washington Project for the Arts sur Si Jae Byun et le Phillips Collection Emerging Artist Prize
- Article sur le blog de la Phillips Collection
- Article de The Art Dossier sur l'exposition Vaginascope en 2013 (404)
- (en) « Vaginascope: Sijae Byun's Solo Exhibition »(Archive.org • Wikiwix • Archive.is • Google • Que faire ?), sur tallybeckcontemporary
- Vidéo de l'installation Crane Clock, filmé par Artisphere
- Article de Artisphere sur Si Jae Byun et ses installations (404)

### Interviews
- Interview du Washington Project for the Arts